# أبو الهندي
أبو الهندي غالب (أو عبد الله) بن عبد القدوس (؟ - حوالي 180هـ/796م) شاعر عربي مخضرم شهد العصر الأموي والعصر العباسي الأوَّل.

## سيرته
نسبه: هو غالب بن عبد القدوس بن شبث بن ربعي الرياحي التميمي، بينما يذكر ابن المعتز في «طبقات الشعراء» أنَّ نسبه: عبد الله بن ربعي بن شبث بن ربعي الرياحي. ولد أبو الهندي في الكوفة، ثمَّ تنقَّل في بلاد فارس، ونزل أولاً في خرسان، ثُمَّ انتقل إلى سجستان، وتوثَّقت صلاته بأمراء سجستان هناك، وكان يقدم عليهم بصورة متكررة. اشتهر أبو الهندي بالمجون وشرب الخمر، ولم يكن ملتزماً في تدينه، وتُروى عنه في ذلك روايات كثيرة، منها أنَّه أثناء رحلته للحج منع الوالي نصر بن سيار الخمرة عنه، ولكنَّه لم يقدر على لك، ووجد كأساً فأخذها إلى رابية وشرب هناك. أبو الهندي هو شاعر مطبوع، وهو حاد الذكاء سريع البديهة، وبسبب بُعده عن بلاد العرب وسمعته السيئة لم يُعنَى الرواة بجمع أشعاره رغم جودة ما وصل منها، وشهرته أقل من معاصريه من الشعراء. كان جزل الشعر سهل الألفاظ لطيف المعاني، ويصف أبو الهندي في قصائده مجالس الغناء والموسيقى والرقص، وأكثر من وصف الخمور كشعراء الجاهلية، وهو أوَّل من أحيا هذا الأسلوب في العصر الإسلامي، وتتضمن قصائده قصصاً من حياته الماجنة، وهو الأسلوب الذي اتبعه أبو نواس لاحقاً. تُوفِّي أبو الهندي قرابة العقد التاسع من القرن الثاني الهجري، وقيل أنَّ سبب وفاته أنَّه سكر يوماً على سطح، وكان كثير التقلُّب أثناء النوم، خاصةً في الليالي التي يشرب فيها، فسقط من على السطح وعُثِر عليه ميتاً صباح اليوم التالي، وأوصى أن تُكتَب هذه الأبيات على قبره:

## أشعاره
جُمِعت قصائده في ديوان ونُشِرت في 1970، وفي عام 1989 نُشِرت دراسة لحياته وشعره قدَّمها علي الخطيب، صُدِرت عن مطبعة الأمانة.